# NGC 5300
NGC 5300 là một thiên hà xoắn ốc trực diện trong chòm sao Xử Nữ.